# Metrichia protrudens
Metrichia protrudens är en nattsländeart som först beskrevs av Oliver S. Flint Jr. 1991.  Metrichia protrudens ingår i släktet Metrichia och familjen smånattsländor. Inga underarter finns listade i Catalogue of Life.